# 九階魔術方塊

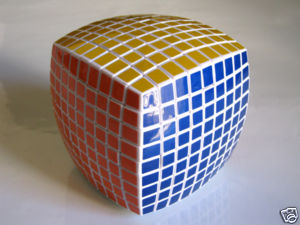
已復原的九階魔術方塊

九階魔術方塊，為9x9x9立方體結構的魔術方塊，可以用三階、四階、五階、六階、七階、八階的一部分解法來幫助復原。因為幾何上的限制，方塊表面通常呈圓弧形，若持續以每小塊大小都一樣的正方體設計，方塊的零件將無法固定而散開。於2009年12月8日在中國上市。

## 變化
九階魔術方塊有8個角塊，84個邊塊，294個中心塊(288塊可以移動，6塊固定)。九階魔術方塊的總變化數為:{\displaystyle {\frac {8!\times 3^{7}\times 12!\times 2^{10}\times 24!^{15}}{4!^{60}}}\approx 2.916\times 10^{358}}即29 160 269 928 273 533 979 927 388 020 167 760 637 626 586 963 362 923 887 702 043 407 240 901 532 954 474 627 965 700 697 032 843 373 335 252 566 449 136 212 542 592 484 723 358 526 715 628 238 186 060 604 155 822 623 506 882 942 057 882 380 386 306 397 687 032 245 031 002 511 732 644 439 588 466 719 016 850 152 631 691 673 100 060 276 239 581 400 871 701 959 910 007 724 989 740 436 422 656 000 000 000 000 000 000 000 000 000 000 000 000 000 000 000 000 000 000 000 000 000種變化狀態。

## 解法

### 第一步
還原中心部份，共6面，每個面中心有49塊，6個面總計294塊。

### 第二步
完成每一條邊，共12條邊，每個邊由7塊組成，總計84塊。

### 第三步
完成6個面以及12個邊以後，此時9x9x9已經成為3x3x3的型態， 再按照3x3x3的方式復原就可以完成9x9x9。

## 圓弧狀設計
若九階魔術方塊為標準的立方體，設魔術方塊邊長為1，則旋轉軸到表面的最短距離為0.5〈即邊長的一半〉。
每小塊的邊長為{\displaystyle {\frac {1}{9}}}，旋轉軸距離邊上的方塊最短距離為：
{\displaystyle {\frac {1}{9}}\times {\frac {7}{2}}\times {\sqrt {2}}\approx 0.55>0.5}
也就是說當魔方旋轉45°時，邊上的方塊會脫落（不考慮更複雜的結構，例如磁鐵或吸盤）。
若將魔方做成圓弧狀，增加旋轉軸到表面的最短距離，即可解決上述問題。或把角塊和邊塊加大，也可解決此問題。

## 外部連結
- V-CUBE（页面存档备份，存于）